# Tarikolot (Cibeureum)
Tarikolot is een bestuurslaag in het regentschap Kuningan van de provincie West-Java, Indonesië. Tarikolot telt 1288 inwoners (volkstelling 2010).